# Grzegorzowice
Grzegorzowice (en alemán Gregorsdorf) -es un pueblo de 617 habitantes en la región de Silesia en Polonia, dentro del Voivodato de Silesia. En este pueblo hay la escuela, la farmacia, oficina del doctor, la tienda y la habitación de DFK. El nombre del pueblo alude al fundador de este localidad- Grzegorz.